# Jillian Tamaki
Jillian Tamaki, född 17 april 1980 i Ottawa, är en kanadensisk serieskapare och illustratör. Hon är känd för sitt tecknande i The New York Times och The New Yorker, samt för serieromanerna Boundless, Skim och This One Summer (på svenska utgiven som Den sommaren), de två sistnämnda skapade tillsammans med hennes kusin Mariko Tamaki. Tamakis familj har rötterna i Japan.

## Biografi

### Tidiga år
Tamaki föddes i Ottawa i Ontario och växte därefter upp i Calgary i Alberta. Hon tog 2003 examen vid Alberta College of Art and Design. Efter konstutbildningen arbetade hon på TV-spelsföretaget Bioware och undervisade därefter i illustration vid New Yorks School of Visual Arts.

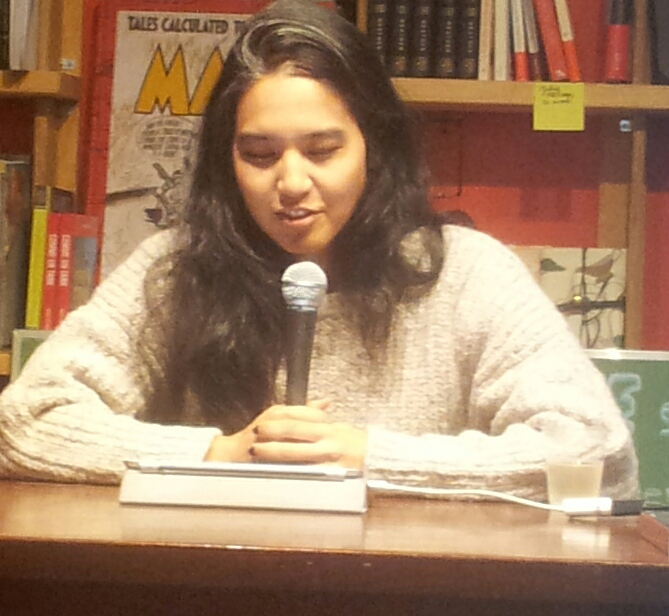
Jillian Tamaki 2017 i Montréal, på Drawn & Quarterly Bookstore.

Tamaki läste som barn Acke-serier och dagstidningsserier, och hon skickade in bidrag till klädtävlingar hos serietidningen Betty and Veronica. Hemma hade hennes föräldrar böcker och antologier med serier och "enrutingar" (återkommande skämtteckningar) som Larson!, Kalle och Hobbe och Herman. På high school sysslade hon med egna fanzin, men hon slutade läsa serier när hon växt ifrån Acke.
Jillian Tamakis intresse för alternativa och independentserier under studietiden på college. Några av hennes favoritserier från den här tiden inkluderar Bipolar (av Tomer Hanuka och Asaf Hanuka), några Drawn and Quarterly-tecknare som Julie Doucet, Chester Brown, Seth och Michel Rabahliati, liksom serieböcker av Will Eisner. Hon gjorde flera seriefanzin efter sin examen 2003, och materialet till hennes första finns återtryck i hennes första seriebok Gilded Lilies från 2006.
Som feminist ifrågasätts detta ofta i relation till Tamakis skrivande. Under hennes uppväxt var hon den enda med (helt eller delvis) japansk härkomst i sin skola. Hon har återkommande förklarat att dessa två teman skapat den lins som hon ser verkligheten genom, men hon försöker inte medvetet baka in detta i sina illustrationer och skrivande. Hon är intresserad av den kvinnliga erfarenheten och att se på kvinnor som hela människor i en yrkesmiljö som ofta sexualiserar kvinnokroppar. Eftersom hon påverkats av både feminism och sitt etniska ursprung, försöker hon i sina verk inkludera olika slags rollfigurer som läsarna lättare kan identifiera sig med.

### Karriär
Gilded Lilies från 2006 är Tamakis första publicerade bok. Den är en samling av Tamakis tidiga illustrationer och strippserier. Den första delen av boken består av en noggrant utvald samling målningar, personliga teckningar, illustrationer och serier. Den andra delen utgörs av en ordlös bildberättelse betitlad The Tapemines ('Bandgruvorna'), som berättar historien om två barn i ett drömliknande landskap med "skogar av kassettband".
Skim från 2008 är en kritikerrosad serieroman tecknad efter manus av hennes kusin Mariko Tamaki. Historien handlar om en tonårig flicka och berör teman som vänskap, självmord, sexualitet och identitet.
2010 års Indoor Voice är en sammanställning av Tamakis teckningar, illustrationer och serier. Boken, som är en del av Drawn and Quarterlys Petit Livre-kollektion, är till största delen tryckt i svart-vitt. Dessutom innehåller den ett antal färgillustrationer. Indoor Voice fick blandad kritik.
This One Summer från 2014 var ett nytt samarbete mellan Mariko och Jillian Tamaki. Serieromanen kretsar kring erfarenheterna hos de två nära vännerna Rose och Windy – som befinner sig på gränsen mellan barndom och vuxenlivet – under ett sommarlov. This One Summer vann 2014 en Ignatz Award, och året efter både Michael L. Printz Award, Caldecott Medal och Eisner Award. 2015 gavs boken även ut i svensk översättning av förlaget Placebo Press, under titeln Den sommaren.
2015 publicerade Drawn and Quarterly SuperMutant Magic Academy, en samling med Tamakis webbserie med samma namn och som publicerades från 2010 till 2014. De här serierna hade 2012 vunnit en Ignatz Award för "Outstanding Online Comic".
I juni 2017 publicerade Drawn and Quarterly Tamakis seriebok Boundless, en samling med kortare serieberättelser. Boken rosades av ett flertal seriekritiker. En recension i The Atlantic beskrev boken som "en ambitiös och eklektisk samling berättelser, [som] fokuserar på oväntade figurers inre liv." I andra recensioner omnämndes Boundless som en "absolut perfekt" seriesamling. och som "ett exempel på Tamakis livfulla stil".,  medan både NPR och Publishers Weekly kallade Boundless för en av årets bästa serieböcker.
Jillian Tamaki har handbroderat omslagen för tre böcker hos Penguin. Omslagen rörde de tre litteraturklassikerna Emma av Jane Austen, The Secret Garden av Frances Hodgson Burnett och Black Beauty av Anna Sewell. På sin fritid ägnar sig Tamaki också åt kviltning.